# Тебальдіні Джованні
Джованні Тебальдіні (італ. Giovanni Tebaldini; 7 вересня 1864, Брешія — 11 травня 1952, Сан-Бенедетто-дель-Тронто) — італійський композитор та музикознавець.
Навчався в Міланській консерваторії у Полібіо Фумагаллі, в 1886 був виключений за публікацію в газеті негативного відгуку на месу, написану своїм учителем.
В 1889 навчався в Школі церковної музики в Регенсбурзі у Франца Ксав'єра Хаберля.
Очолював співочі школи в венеціанському Соборі Святого Марка (1889–1894) та в Падуанському Соборі Святого Антонія (1894–1897).
В 1897–1902 директор Пармської консерваторії. Надалі викладав у Неаполітанської консерваторії, в 1930–1932 керував музичним ліцеєм імені Монтеверді в Генуї.
Тебальдіні відомий, головним чином, як фахівець з церковної музиці, йому належить близько півтора сотень власних церковних творів. Під редакцією Тебальдіні вийшли нові видання «Вистави про душу і тіло» Еміліо де Кавальєрі, «Еврідіки» Джуліо Каччіні та Якопо Пері, «Іевфая» Джакомо Каріссімі, «Коронації Поппеї» Клаудіо Монтеверді та ін. Музикознава спадщина Тебальдіні включає написаний спільно з Марко Енріко Боссі «Метод вивчення сучасного органу» (італ. Metodo di studio per l'Organo moderno; 1893), опису музичних архівів Падуї та Лорето, книги «Гуно як автор духовної музики» (італ. Gounod authore di musica sacra; 1894), «Феліпе Педрель та іспанська лірична драма» (італ. Felipe Pedrell e il Dramma Lirico spagnuolo; 1897), «Від Россіні до Верді» (італ. Da Rossini a Verdi; 1901), «Музика та образотворче мистецтво» (італ. La musica e le arti figurative; 1913), книги про Палестріну (1894); Тартіні (1897), Паера (1939), спогади про Ільдебрандо Піцетті (1931) та багато іншого.